# Janson-Spaak
De familie Janson-Spaak is een Belgische familie waarin vele leden een prominente plaats in de Belgische politiek innamen. De familie bracht twee premiers van België voort en werd gesticht door Paul Janson. Ze worden vaak in verband met het progressief liberalisme gebracht.

## Beknopte stamboom
Vermeld zijn alleen de familieleden met enige betekenis.
- Paul Janson (11 april 1840 - 19 april 1913), minister van Staat en volksvertegenwoordiger.
  - Paul-Emile Janson (30 mei 1872 - 3 maart 1944), premier van België, minister van Justitie en minister van Staat.
  - Marie Janson (23 juli 1873 - 8 maart 1960), eerste vrouwelijke senator. Huwde met Paul Spaak (5 juli 1871 - 8 mei 1936), advocaat en schrijver.
    - Paul-Henri Spaak (25 januari 1899 - 31 juli 1972), premier van België, minister van Staat en secretaris-generaal van de NAVO.
      - Antoinette Spaak (1928 - 2020), minister van Staat, europarlementslid en volksvertegenwoordiger.
      - Marie Spaak (1926 - 2000)
        - Anthony Palliser, schilder.

      - Fernand Spaak (1923 - 1981), diplomaat.
        - Isabelle Spaak (1961), journaliste en schrijfster.

    - Charles Spaak (25 mei 1903 - 4 maart 1975), scenarioschrijver.
      - Agnès Spaak (1944), actrice.
      - Catherine Spaak (3 april 1945), actrice.

    - Claude Spaak (22 oktober 1904 - 1990), schrijver.

## Uitgebreide stamboom
|  |  |                                                           |                                                           |                                                           |                                                           |                                                           |                                                           |  |  | PAUL Janson ( PLP ) 1903-1975 volksvertegenwoordiger (1877-1844, 1889-1894) | | | | | |  |  |                                                                              |                                                                              |                                                                              |                                                                              |                                                                              |                                                                              |  |  |                                                                       |                                                                       |                                                                       |                                                                       |                                                                       |                                                                       |  |  |                                     |                                     |                                     |                                     |                                     |                                     |  |  |                                                                 |                                                                 |                                                                 |                                                                 |                                                                 |                                                                 |  |  |  |  |  |  |  |  |  |  |  |  |  |  |  |  |
|  |  |                                                           |                                                           |                                                           |                                                           |                                                           |                                                           |  |  | | | | | | |  |  |                                                                              |                                                                              |                                                                              |                                                                              |                                                                              |                                                                              |  |  |                                                                       |                                                                       |                                                                       |                                                                       |                                                                       |                                                                       |  |  |                                     |                                     |                                     |                                     |                                     |                                     |  |  |                                                                 |                                                                 |                                                                 |                                                                 |                                                                 |                                                                 |  |  |  |  |  |  |  |  |  |  |  |  |  |  |  |  |
|  |  |                                                           |                                                           |                                                           |                                                           |                                                           |                                                           |  |  | | | | | | |  |  |                                                                              |                                                                              |                                                                              |                                                                              |                                                                              |                                                                              |  |  |                                                                       |                                                                       |                                                                       |                                                                       |                                                                       |                                                                       |  |  |                                     |                                     |                                     |                                     |                                     |                                     |  |  |                                                                 |                                                                 |                                                                 |                                                                 |                                                                 |                                                                 |  |  |  |  |  |  |  |  |  |  |  |  |  |  |  |  |
|  |  |                                                           |                                                           |                                                           |                                                           |                                                           |                                                           |  |  | PAUL-ÉMILE Janson ( PLP ) 1872-1944 eerste minister (1937-1938) gecoöpteerd senator (1935-1936) volksvertegenwoordiger (1910-1912, 1914-1935)                                     | PAUL-ÉMILE Janson ( PLP ) 1872-1944 eerste minister (1937-1938) gecoöpteerd senator (1935-1936) volksvertegenwoordiger (1910-1912, 1914-1935)                                     | PAUL-ÉMILE Janson ( PLP ) 1872-1944 eerste minister (1937-1938) gecoöpteerd senator (1935-1936) volksvertegenwoordiger (1910-1912, 1914-1935)                                     | PAUL-ÉMILE Janson ( PLP ) 1872-1944 eerste minister (1937-1938) gecoöpteerd senator (1935-1936) volksvertegenwoordiger (1910-1912, 1914-1935)                                     | PAUL-ÉMILE Janson ( PLP ) 1872-1944 eerste minister (1937-1938) gecoöpteerd senator (1935-1936) volksvertegenwoordiger (1910-1912, 1914-1935)                                     | PAUL-ÉMILE Janson ( PLP ) 1872-1944 eerste minister (1937-1938) gecoöpteerd senator (1935-1936) volksvertegenwoordiger (1910-1912, 1914-1935)                                     |  |  | MARIE Janson ( PSB-BSP ) 1873-1960 gecoöpteerd senator (1921-1958)           | MARIE Janson ( PSB-BSP ) 1873-1960 gecoöpteerd senator (1921-1958)           | MARIE Janson ( PSB-BSP ) 1873-1960 gecoöpteerd senator (1921-1958)           | MARIE Janson ( PSB-BSP ) 1873-1960 gecoöpteerd senator (1921-1958)           | MARIE Janson ( PSB-BSP ) 1873-1960 gecoöpteerd senator (1921-1958)           | MARIE Janson ( PSB-BSP ) 1873-1960 gecoöpteerd senator (1921-1958)           |  |  | PAUL Spaak 1871-1936 advocaat, historicus, dichter en toneelschrijver | PAUL Spaak 1871-1936 advocaat, historicus, dichter en toneelschrijver | PAUL Spaak 1871-1936 advocaat, historicus, dichter en toneelschrijver | PAUL Spaak 1871-1936 advocaat, historicus, dichter en toneelschrijver | PAUL Spaak 1871-1936 advocaat, historicus, dichter en toneelschrijver | PAUL Spaak 1871-1936 advocaat, historicus, dichter en toneelschrijver |  |  |                                     |                                     |                                     |                                     |                                     |                                     |  |  |                                                                 |                                                                 |                                                                 |                                                                 |                                                                 |                                                                 |  |  |  |  |  |  |  |  |  |  |  |  |  |  |  |  |
|  |  |                                                           |                                                           |                                                           |                                                           |                                                           |                                                           |  |  | PAUL-ÉMILE Janson ( PLP ) 1872-1944 eerste minister (1937-1938) gecoöpteerd senator (1935-1936) volksvertegenwoordiger (1910-1912, 1914-1935)                                     | PAUL-ÉMILE Janson ( PLP ) 1872-1944 eerste minister (1937-1938) gecoöpteerd senator (1935-1936) volksvertegenwoordiger (1910-1912, 1914-1935)                                     | PAUL-ÉMILE Janson ( PLP ) 1872-1944 eerste minister (1937-1938) gecoöpteerd senator (1935-1936) volksvertegenwoordiger (1910-1912, 1914-1935)                                     | PAUL-ÉMILE Janson ( PLP ) 1872-1944 eerste minister (1937-1938) gecoöpteerd senator (1935-1936) volksvertegenwoordiger (1910-1912, 1914-1935)                                     | PAUL-ÉMILE Janson ( PLP ) 1872-1944 eerste minister (1937-1938) gecoöpteerd senator (1935-1936) volksvertegenwoordiger (1910-1912, 1914-1935)                                     | PAUL-ÉMILE Janson ( PLP ) 1872-1944 eerste minister (1937-1938) gecoöpteerd senator (1935-1936) volksvertegenwoordiger (1910-1912, 1914-1935)                                     |  |  | MARIE Janson ( PSB-BSP ) 1873-1960 gecoöpteerd senator (1921-1958)           | MARIE Janson ( PSB-BSP ) 1873-1960 gecoöpteerd senator (1921-1958)           | MARIE Janson ( PSB-BSP ) 1873-1960 gecoöpteerd senator (1921-1958)           | MARIE Janson ( PSB-BSP ) 1873-1960 gecoöpteerd senator (1921-1958)           | MARIE Janson ( PSB-BSP ) 1873-1960 gecoöpteerd senator (1921-1958)           | MARIE Janson ( PSB-BSP ) 1873-1960 gecoöpteerd senator (1921-1958)           |  |  | PAUL Spaak 1871-1936 advocaat, historicus, dichter en toneelschrijver | PAUL Spaak 1871-1936 advocaat, historicus, dichter en toneelschrijver | PAUL Spaak 1871-1936 advocaat, historicus, dichter en toneelschrijver | PAUL Spaak 1871-1936 advocaat, historicus, dichter en toneelschrijver | PAUL Spaak 1871-1936 advocaat, historicus, dichter en toneelschrijver | PAUL Spaak 1871-1936 advocaat, historicus, dichter en toneelschrijver |  |  |                                     |                                     |                                     |                                     |                                     |                                     |  |  |                                                                 |                                                                 |                                                                 |                                                                 |                                                                 |                                                                 |  |  |  |  |  |  |  |  |  |  |  |  |  |  |  |  |
|  |  |                                                           |                                                           |                                                           |                                                           |                                                           |                                                           |  |  | | | | | | |  |  |                                                                              |                                                                              |                                                                              |                                                                              |                                                                              |                                                                              |  |  |                                                                       |                                                                       |                                                                       |                                                                       |                                                                       |                                                                       |  |  |                                     |                                     |                                     |                                     |                                     |                                     |  |  |                                                                 |                                                                 |                                                                 |                                                                 |                                                                 |                                                                 |  |  |  |  |  |  |  |  |  |  |  |  |  |  |  |  |
|  |  |                                                           |                                                           |                                                           |                                                           |                                                           |                                                           |  |  | | | | | | |  |  |                                                                              |                                                                              |                                                                              |                                                                              |                                                                              |                                                                              |  |  |                                                                       |                                                                       |                                                                       |                                                                       |                                                                       |                                                                       |  |  |                                     |                                     |                                     |                                     |                                     |                                     |  |  |                                                                 |                                                                 |                                                                 |                                                                 |                                                                 |                                                                 |  |  |  |  |  |  |  |  |  |  |  |  |  |  |  |  |
|  |  |                                                           |                                                           |                                                           |                                                           |                                                           |                                                           |  |  | PAUL-HENRI Spaak ( PSB-BSP, FDF ) 1899-1972 eerste minister (1938-1939, 1946) voorzitter van de Algemene Vergadering van de VN (1946) secretaris-generaal van de NAVO (1957-1961) | PAUL-HENRI Spaak ( PSB-BSP, FDF ) 1899-1972 eerste minister (1938-1939, 1946) voorzitter van de Algemene Vergadering van de VN (1946) secretaris-generaal van de NAVO (1957-1961) | PAUL-HENRI Spaak ( PSB-BSP, FDF ) 1899-1972 eerste minister (1938-1939, 1946) voorzitter van de Algemene Vergadering van de VN (1946) secretaris-generaal van de NAVO (1957-1961) | PAUL-HENRI Spaak ( PSB-BSP, FDF ) 1899-1972 eerste minister (1938-1939, 1946) voorzitter van de Algemene Vergadering van de VN (1946) secretaris-generaal van de NAVO (1957-1961) | PAUL-HENRI Spaak ( PSB-BSP, FDF ) 1899-1972 eerste minister (1938-1939, 1946) voorzitter van de Algemene Vergadering van de VN (1946) secretaris-generaal van de NAVO (1957-1961) | PAUL-HENRI Spaak ( PSB-BSP, FDF ) 1899-1972 eerste minister (1938-1939, 1946) voorzitter van de Algemene Vergadering van de VN (1946) secretaris-generaal van de NAVO (1957-1961) |  |  |                                                                              |                                                                              |                                                                              |                                                                              |                                                                              |                                                                              |  |  | CHARLES Spaak 1902-1975 scenarioschrijver                             | CHARLES Spaak 1902-1975 scenarioschrijver                             | CHARLES Spaak 1902-1975 scenarioschrijver                             | CHARLES Spaak 1902-1975 scenarioschrijver                             | CHARLES Spaak 1902-1975 scenarioschrijver                             | CHARLES Spaak 1902-1975 scenarioschrijver                             |  |  |                                     |                                     |                                     |                                     |                                     |                                     |  |  | CLAUDE Spaak 1903-1990 schrijver                                | CLAUDE Spaak 1903-1990 schrijver                                | CLAUDE Spaak 1903-1990 schrijver                                | CLAUDE Spaak 1903-1990 schrijver                                | CLAUDE Spaak 1903-1990 schrijver                                | CLAUDE Spaak 1903-1990 schrijver                                |  |  |  |  |  |  |  |  |  |  |  |  |  |  |  |  |
|  |  |                                                           |                                                           |                                                           |                                                           |                                                           |                                                           |  |  | PAUL-HENRI Spaak ( PSB-BSP, FDF ) 1899-1972 eerste minister (1938-1939, 1946) voorzitter van de Algemene Vergadering van de VN (1946) secretaris-generaal van de NAVO (1957-1961) | PAUL-HENRI Spaak ( PSB-BSP, FDF ) 1899-1972 eerste minister (1938-1939, 1946) voorzitter van de Algemene Vergadering van de VN (1946) secretaris-generaal van de NAVO (1957-1961) | PAUL-HENRI Spaak ( PSB-BSP, FDF ) 1899-1972 eerste minister (1938-1939, 1946) voorzitter van de Algemene Vergadering van de VN (1946) secretaris-generaal van de NAVO (1957-1961) | PAUL-HENRI Spaak ( PSB-BSP, FDF ) 1899-1972 eerste minister (1938-1939, 1946) voorzitter van de Algemene Vergadering van de VN (1946) secretaris-generaal van de NAVO (1957-1961) | PAUL-HENRI Spaak ( PSB-BSP, FDF ) 1899-1972 eerste minister (1938-1939, 1946) voorzitter van de Algemene Vergadering van de VN (1946) secretaris-generaal van de NAVO (1957-1961) | PAUL-HENRI Spaak ( PSB-BSP, FDF ) 1899-1972 eerste minister (1938-1939, 1946) voorzitter van de Algemene Vergadering van de VN (1946) secretaris-generaal van de NAVO (1957-1961) |  |  |                                                                              |                                                                              |                                                                              |                                                                              |                                                                              |                                                                              |  |  | CHARLES Spaak 1902-1975 scenarioschrijver                             | CHARLES Spaak 1902-1975 scenarioschrijver                             | CHARLES Spaak 1902-1975 scenarioschrijver                             | CHARLES Spaak 1902-1975 scenarioschrijver                             | CHARLES Spaak 1902-1975 scenarioschrijver                             | CHARLES Spaak 1902-1975 scenarioschrijver                             |  |  |                                     |                                     |                                     |                                     |                                     |                                     |  |  | CLAUDE Spaak 1903-1990 schrijver                                | CLAUDE Spaak 1903-1990 schrijver                                | CLAUDE Spaak 1903-1990 schrijver                                | CLAUDE Spaak 1903-1990 schrijver                                | CLAUDE Spaak 1903-1990 schrijver                                | CLAUDE Spaak 1903-1990 schrijver                                |  |  |  |  |  |  |  |  |  |  |  |  |  |  |  |  |
|  |  |                                                           |                                                           |                                                           |                                                           |                                                           |                                                           |  |  | | | | | | |  |  |                                                                              |                                                                              |                                                                              |                                                                              |                                                                              |                                                                              |  |  |                                                                       |                                                                       |                                                                       |                                                                       |                                                                       |                                                                       |  |  |                                     |                                     |                                     |                                     |                                     |                                     |  |  |                                                                 |                                                                 |                                                                 |                                                                 |                                                                 |                                                                 |  |  |  |  |  |  |  |  |  |  |  |  |  |  |  |  |
|  |  | FERNAND Spaak 1923-1981 diplomaat                         | FERNAND Spaak 1923-1981 diplomaat                         | FERNAND Spaak 1923-1981 diplomaat                         | FERNAND Spaak 1923-1981 diplomaat                         | FERNAND Spaak 1923-1981 diplomaat                         | FERNAND Spaak 1923-1981 diplomaat                         |  |  | MARIE Spaak 1926-2000 | MARIE Spaak 1926-2000 | MARIE Spaak 1926-2000 | MARIE Spaak 1926-2000 | MARIE Spaak 1926-2000 | MARIE Spaak 1926-2000 |  |  | ANTOINETTE Spaak ( FDF ) 1928-2020 Europarlementariër (1979-1984, 1994-1999) | ANTOINETTE Spaak ( FDF ) 1928-2020 Europarlementariër (1979-1984, 1994-1999) | ANTOINETTE Spaak ( FDF ) 1928-2020 Europarlementariër (1979-1984, 1994-1999) | ANTOINETTE Spaak ( FDF ) 1928-2020 Europarlementariër (1979-1984, 1994-1999) | ANTOINETTE Spaak ( FDF ) 1928-2020 Europarlementariër (1979-1984, 1994-1999) | ANTOINETTE Spaak ( FDF ) 1928-2020 Europarlementariër (1979-1984, 1994-1999) |  |  | AGNÈS Spaak 1944-heden actrice en fotografe                           | AGNÈS Spaak 1944-heden actrice en fotografe                           | AGNÈS Spaak 1944-heden actrice en fotografe                           | AGNÈS Spaak 1944-heden actrice en fotografe                           | AGNÈS Spaak 1944-heden actrice en fotografe                           | AGNÈS Spaak 1944-heden actrice en fotografe                           |  |  | PIERO Sciumè schrijver en regisseur | PIERO Sciumè schrijver en regisseur | PIERO Sciumè schrijver en regisseur | PIERO Sciumè schrijver en regisseur | PIERO Sciumè schrijver en regisseur | PIERO Sciumè schrijver en regisseur |  |  | CATHERINE Spaak 1945-heden / actrice, zangeres en presentatrice | CATHERINE Spaak 1945-heden / actrice, zangeres en presentatrice | CATHERINE Spaak 1945-heden / actrice, zangeres en presentatrice | CATHERINE Spaak 1945-heden / actrice, zangeres en presentatrice | CATHERINE Spaak 1945-heden / actrice, zangeres en presentatrice | CATHERINE Spaak 1945-heden / actrice, zangeres en presentatrice |  |  |  |  |  |  |  |  |  |  |  |  |  |  |  |  |
|  |  | FERNAND Spaak 1923-1981 diplomaat                         | FERNAND Spaak 1923-1981 diplomaat                         | FERNAND Spaak 1923-1981 diplomaat                         | FERNAND Spaak 1923-1981 diplomaat                         | FERNAND Spaak 1923-1981 diplomaat                         | FERNAND Spaak 1923-1981 diplomaat                         |  |  | MARIE Spaak 1926-2000 | MARIE Spaak 1926-2000 | MARIE Spaak 1926-2000 | MARIE Spaak 1926-2000 | MARIE Spaak 1926-2000 | MARIE Spaak 1926-2000 |  |  | ANTOINETTE Spaak ( FDF ) 1928-2020 Europarlementariër (1979-1984, 1994-1999) | ANTOINETTE Spaak ( FDF ) 1928-2020 Europarlementariër (1979-1984, 1994-1999) | ANTOINETTE Spaak ( FDF ) 1928-2020 Europarlementariër (1979-1984, 1994-1999) | ANTOINETTE Spaak ( FDF ) 1928-2020 Europarlementariër (1979-1984, 1994-1999) | ANTOINETTE Spaak ( FDF ) 1928-2020 Europarlementariër (1979-1984, 1994-1999) | ANTOINETTE Spaak ( FDF ) 1928-2020 Europarlementariër (1979-1984, 1994-1999) |  |  | AGNÈS Spaak 1944-heden actrice en fotografe                           | AGNÈS Spaak 1944-heden actrice en fotografe                           | AGNÈS Spaak 1944-heden actrice en fotografe                           | AGNÈS Spaak 1944-heden actrice en fotografe                           | AGNÈS Spaak 1944-heden actrice en fotografe                           | AGNÈS Spaak 1944-heden actrice en fotografe                           |  |  | PIERO Sciumè schrijver en regisseur | PIERO Sciumè schrijver en regisseur | PIERO Sciumè schrijver en regisseur | PIERO Sciumè schrijver en regisseur | PIERO Sciumè schrijver en regisseur | PIERO Sciumè schrijver en regisseur |  |  | CATHERINE Spaak 1945-heden / actrice, zangeres en presentatrice | CATHERINE Spaak 1945-heden / actrice, zangeres en presentatrice | CATHERINE Spaak 1945-heden / actrice, zangeres en presentatrice | CATHERINE Spaak 1945-heden / actrice, zangeres en presentatrice | CATHERINE Spaak 1945-heden / actrice, zangeres en presentatrice | CATHERINE Spaak 1945-heden / actrice, zangeres en presentatrice |  |  |  |  |  |  |  |  |  |  |  |  |  |  |  |  |
|  |  |                                                           |                                                           |                                                           |                                                           |                                                           |                                                           |  |  | | | | | | |  |  |                                                                              |                                                                              |                                                                              |                                                                              |                                                                              |                                                                              |  |  |                                                                       |                                                                       |                                                                       |                                                                       |                                                                       |                                                                       |  |  |                                     |                                     |                                     |                                     |                                     |                                     |  |  |                                                                 |                                                                 |                                                                 |                                                                 |                                                                 |                                                                 |  |  |  |  |  |  |  |  |  |  |  |  |  |  |  |  |
|  |  | ISABELLE Spaak 1961-heden romanschrijfster en journaliste | ISABELLE Spaak 1961-heden romanschrijfster en journaliste | ISABELLE Spaak 1961-heden romanschrijfster en journaliste | ISABELLE Spaak 1961-heden romanschrijfster en journaliste | ISABELLE Spaak 1961-heden romanschrijfster en journaliste | ISABELLE Spaak 1961-heden romanschrijfster en journaliste |  |  | ANTHONY Palliser 1949-heden schilder | ANTHONY Palliser 1949-heden schilder | ANTHONY Palliser 1949-heden schilder | ANTHONY Palliser 1949-heden schilder | ANTHONY Palliser 1949-heden schilder | ANTHONY Palliser 1949-heden schilder |  |  |                                                                              |                                                                              |                                                                              |                                                                              |                                                                              |                                                                              |  |  |                                                                       |                                                                       |                                                                       |                                                                       |                                                                       |                                                                       |  |  |                                     |                                     |                                     |                                     |                                     |                                     |  |  |                                                                 |                                                                 |                                                                 |                                                                 |                                                                 |                                                                 |  |  |  |  |  |  |  |  |  |  |  |  |  |  |  |  |